# BTR-80
BTR-80（ロシア語: БТР-80 ベテエール・ヴォースェミヂェシャト）は、ソビエト連邦で開発された装甲兵員輸送車である。1984年に採用された。BTR-70の改良型にあたる。

## 開発
ソビエト連邦軍では、装甲兵員輸送車として装輪装甲車であるBTR-60PBやBTR-70を運用していた。しかし、1979年から始まったアフガニスタン侵攻では、出入り口が上面にしか無いため、乗降しようとした兵士がムジャーヒディーンに狙撃される、BTR-70で追加された側面出入口が小さ過ぎて使いづらい、ガソリンエンジンは被弾するとたちまち発火・炎上し、しかも小型のエンジン2基という組み合わせでは荒地での運用が困難、といった欠点が次々と露呈し、BTR-60、70共々「燃える車輪付き棺桶」という不名誉なあだ名が流布する有様であった。
こうした欠点を改善すべく、アルザマス機械製作工場では1984年から新型装甲兵員輸送車の開発を開始した。

## 構造

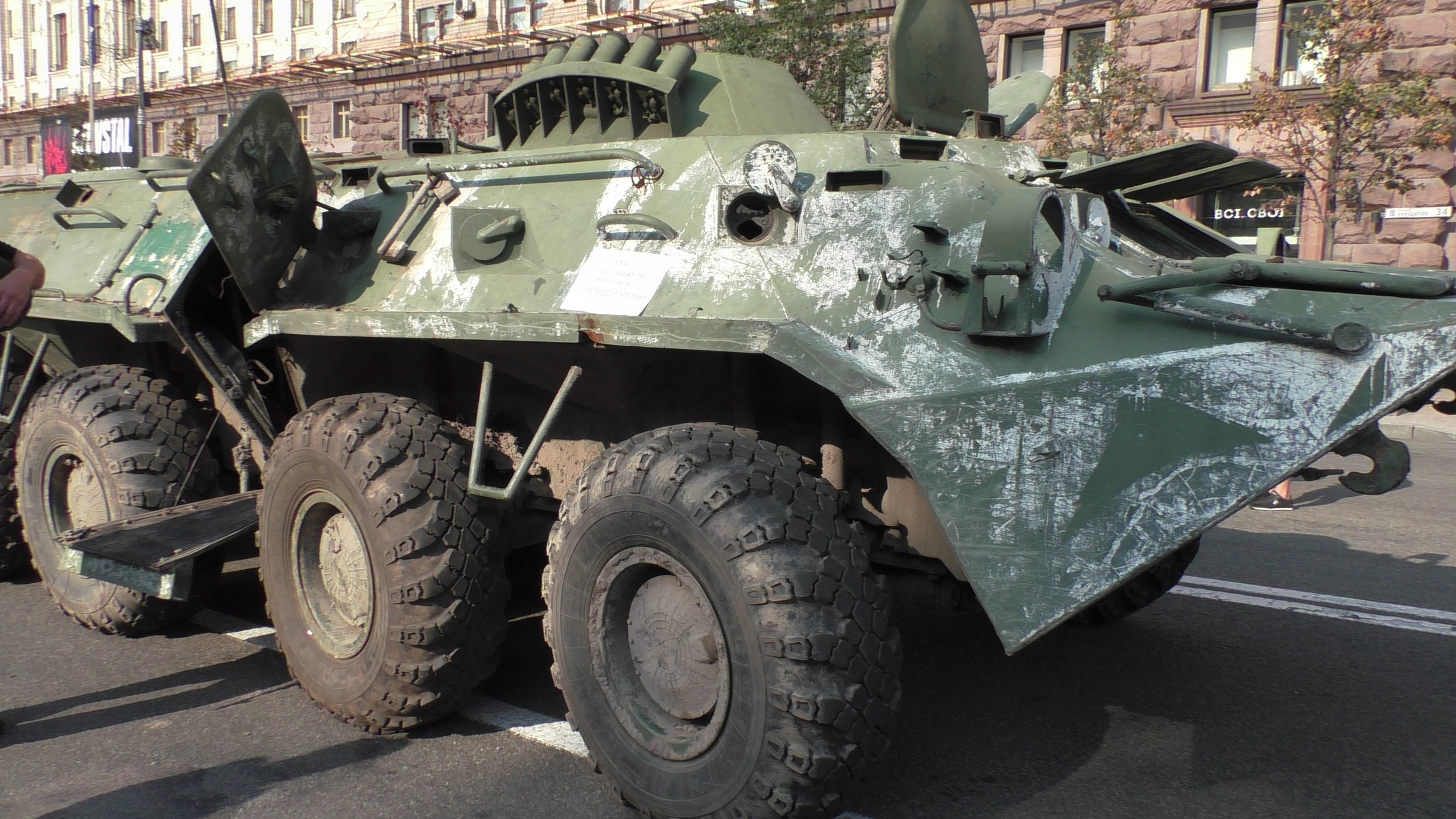
BTR-70から兵員用ハッチ、ガンポートが変更されたのが分かる。

BTR-70がBTR-60PBからの小改造にすぎなかったのに対し、BTR-80では大規模な改造が施された。
BTR-70の逆三角形の小型で迅速な乗降ができない兵員用ハッチも改良されている。このハッチが前方向に開いていたのを、下方向に開くよう変更し、ハッチの上部には前方向に開くハッチを追加して兵員の迅速な乗降を可能にした。前方向に開く上ハッチは敵から乗降する歩兵を防御し、下方向に開く下ハッチは車両が走行中でも乗降する歩兵の足場となる。また、兵員室は天井がやや高くなり、容積が増加している。
BTR-70までが2基のガソリンエンジンを搭載していたのに対して、BTR-80では1基のディーゼルエンジンを搭載し馬力も向上した。エンジンを1基にしたことで2基のエンジンを同調させる必要が無くなった。ディーゼルエンジンにしたことで被弾した際に発火しにくく燃費も向上した。
ガンポートは兵員室天井ハッチと車長用前面窓横にガンポートが追加された、天井ハッチ以外のガンポートはBTR-60以来の形状が変化しており、車体側面上部のガンポートは全て斜め前方向を向くように変更された。
武装はBTR-80AやBTR-82Aなどの派生型を除けばKPVTと同軸にPKTを搭載した砲塔もBTR-60PB以来同じである。しかし、アフガン侵攻時に高所から攻撃を受けた戦訓から、機関銃の最大仰角をBTR-70よりも拡大している。また、発煙弾発射機も装備している。
兵員室の収容人数や座席レイアウトはBTR-70と同じで、車体後部に水上推進用のウォータージェットを1つ装備している点も変わらない。エンジンも相変わらず後部に搭載されているため、兵員は車体側面のドアや上部ハッチを用いて乗降しなくてはならない。

## 運用
BTR-80は1987年からソ連陸軍の自動車化狙撃師団に配備され始め、現在もロシア連邦陸軍自動車化狙撃師団の主力兵員輸送車になっている。輸出も積極的に行なわれており、旧ソ連諸国を中心に22ヶ国以上に輸出されており、5,000両以上が配備されているとみられる。

## 運用国
- アルジェリア
- アンゴラ
- アルメニア
- アゼルバイジャン[注釈 1]
- バングラデシュ
- ベラルーシ[注釈 2]
- ブルンジ
- チャド
- ジブチ
- ジョージア[注釈 3]
- ハンガリー[注釈 4]
- インドネシア[注釈 5]
- コートジボワール
- カザフスタン[注釈 6]
- キルギス[注釈 7]
- モルドバ[注釈 8]
- モンゴル
- 北朝鮮[注釈 9]
- 北マケドニア[注釈 10]
- セルビア[注釈 11]
- ルーマニア[注釈 12]
- ロシア[注釈 13]
- スリランカ[注釈 14]
- スーダン[注釈 15]
- タジキスタン[注釈 16]
- トルクメニスタン[注釈 17]
- ウズベキスタン[注釈 18]
- ベネズエラ[注釈 19]
- ザンビア

## 派生型

### 旧ソ連・ロシア

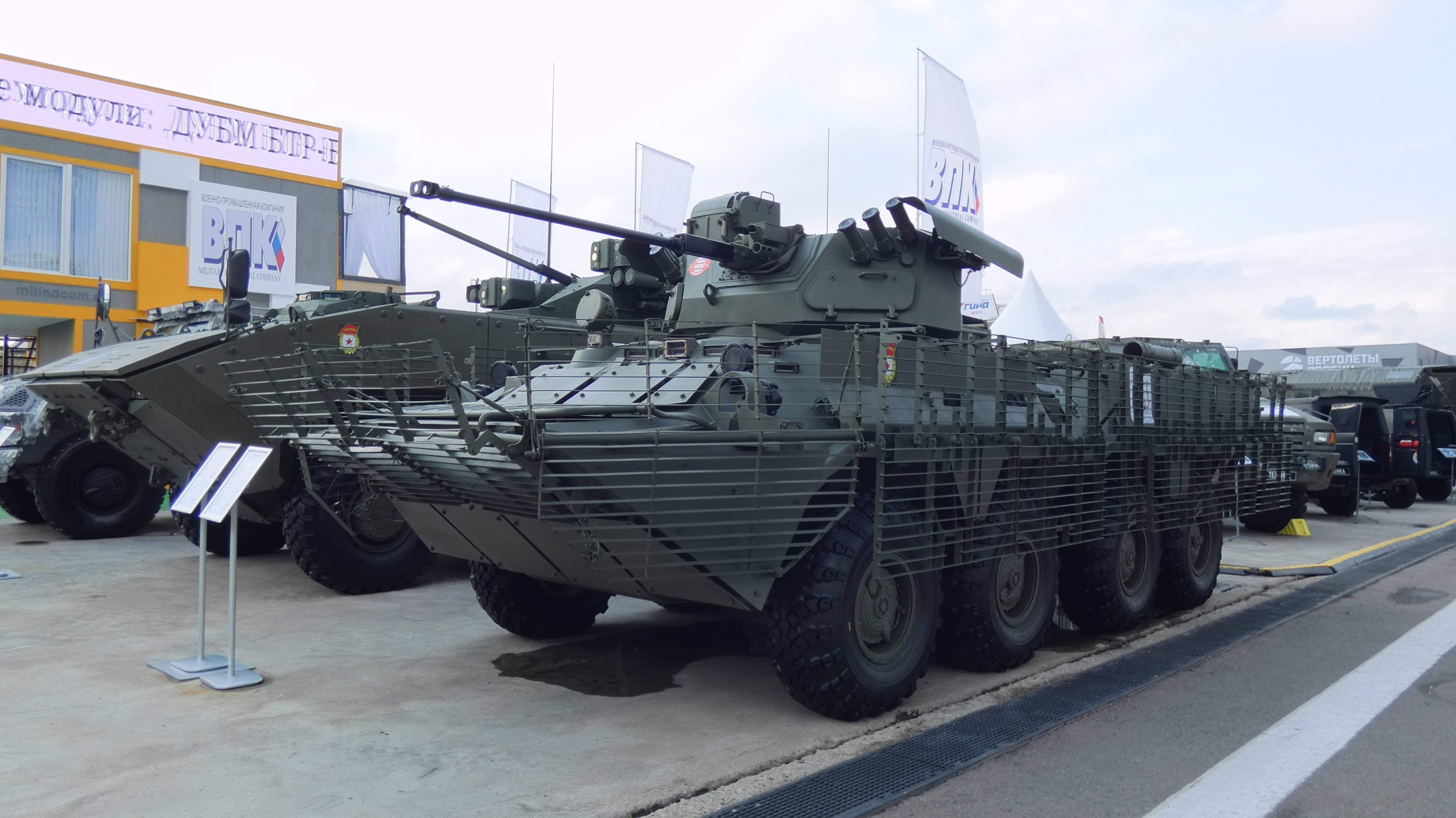
BTR-BM

BTR-80K
指揮型。

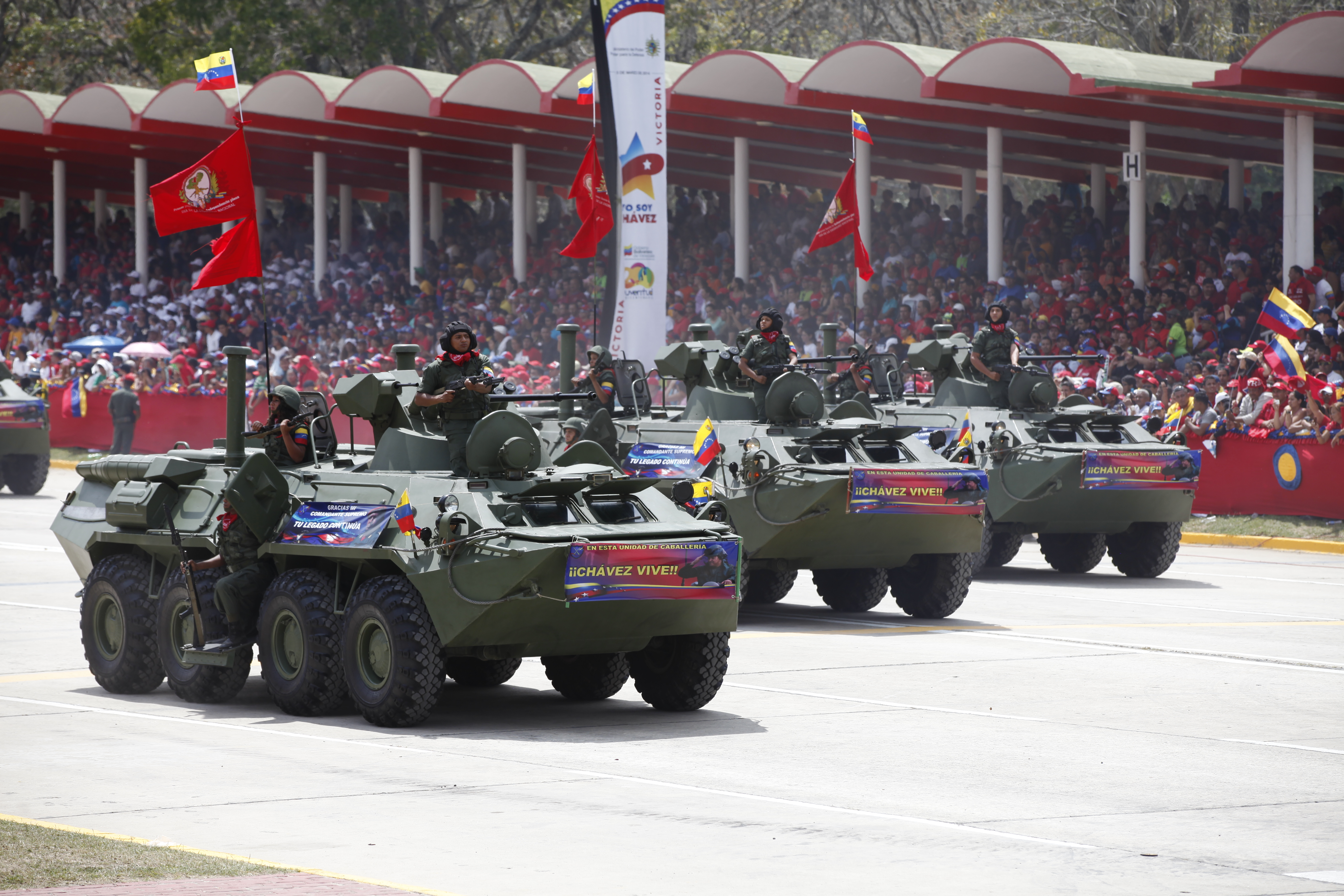
BTR-80A
1995年頃から生産が始まった歩兵戦闘車型。砲塔を大型化し、2A72 30mm機関砲を外装式に搭載。ハンガリー陸軍と朝鮮人民軍陸軍に少数採用された。
BTR-80S
ロシア国内軍向け仕様。BTR-80Aの2A72 30mm機関砲をKPVT 14.5mm重機関銃に再換装。
BTR-82
2009年に登場した最新型。対地雷性能の向上、新型暗視装置やGLONASS端末の搭載、300馬力のエンジンへの換装などの改造が行われており、以前のタイプよりも大幅に性能が向上している。武装は14.5mm重機関銃と7.62mm機関銃。
BTR-82A

30mm機関砲を装備したBBPU砲塔を搭載したタイプ。
BTR-82AT
増加装甲板とスラットアーマーを取り付け、夜間交戦能力を向上させたタイプ。
BTR-BM

BTR-82ATにDUBM無人砲塔システムを搭載したタイプ。
BRDM-3
偵察戦闘車型。

ZS-88
心理戦装甲車。VM-85Kカセットレコーダーといくつかのメガホンを装備し、主張範囲は最大6㎞
BPDM「タイフーンM」
戦略ロケットの護衛用

BREM-K
装甲回収車型。
2S23「ノーナSVK」自走迫撃砲

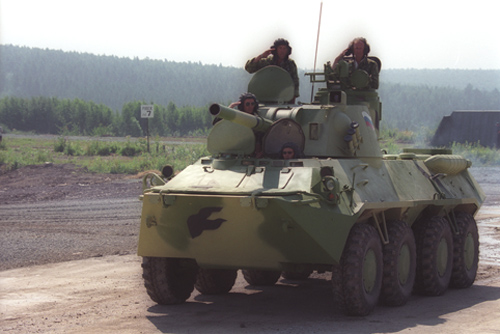
2S23「ノーナSVK」

2S9の2A60 120mm直射・迫撃両用砲塔を搭載した自走迫撃砲。
RHM-6
化学偵察車
GAZ59032
民間向けの装甲車。天井をさらに高くして、10名が乗車することが可能。
GAZ59037
極地・寒冷地調査用の民間向け車両。暖房設備・物資輸送フォームを搭載。

### ウクライナ
BTR-80UM
ウクライナで開発された発展型。
BTR-80UP
ウクライナで開発された発展型。
BTR-94
ウクライナで開発された発展型。
BTR-3U
BTR-94の発展型。

### ルーマニア

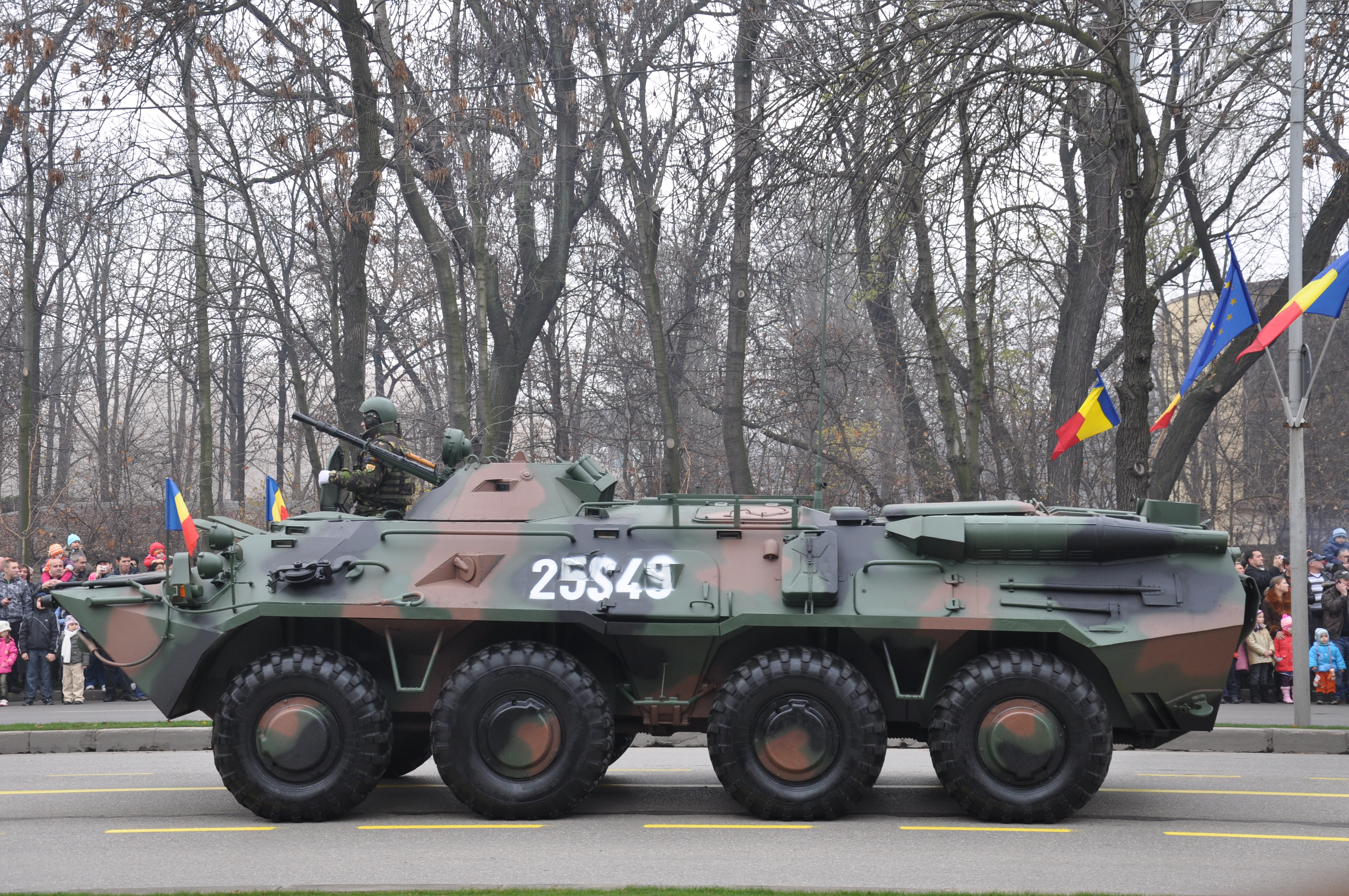
B33ツィンブル(国家の日のパレードに参加した車輌)

B33ツィンブル

ルーマニアのライセンス生産型。
ツィンブル 2000
B33の発展型。エンジンをドイツ AG社製のBF6M1013FCに、トランスミッションをアリソン製のものに換装。また砲塔もMLI-84M1と同じOWS-25Rを搭載した。試作車のみ。

### 北朝鮮

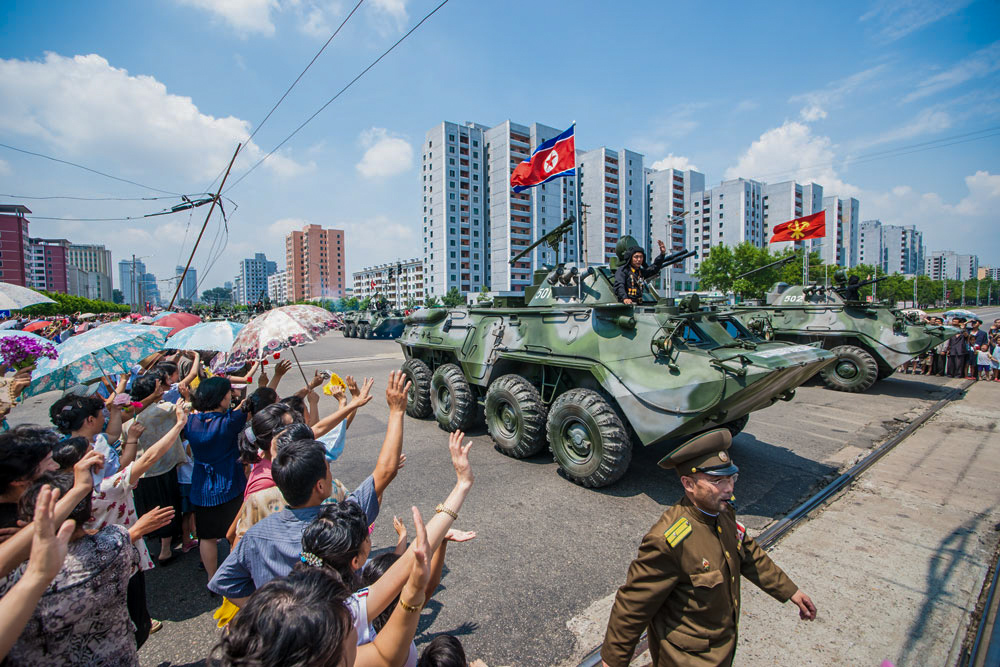
2013年の軍事パレードに参加したM-2010

M-2010

北朝鮮がBTR-80Aを参考に開発した装輪装甲車。エンジンとしてPT-76Bと同じV-6Bディーゼルエンジンを搭載し、銃眼もBTR-60やVTT-323と同型の物にするなど北朝鮮が運用している様々な装甲車両を融合させた外観と特徴を持っている。

## 登場作品

### ゲーム
『Project Reality（BF2）』
中東連合軍（MEC）・ロシア連邦軍の装甲兵員輸送車(APC)としてBTR-80、BTR-80Aが登場する。
BRE-80の装備はTNP-B・TKN-3のカメラ2種、クラクション、歩兵用の給弾箱、KPVT 14.5mm重機関銃、PKT 7.62mm同軸機銃、902B スモークランチャー。
BTR-80AはKPVT 14.5mm重機関銃の代わりに2A72 30mm機関砲、PKT 7.62mm同軸機銃を装備。
『コール オブ デューティシリーズ』
『CoD:MW2』
ロシア軍の装甲車として登場する。破壊するにはUAVからの対戦車ミサイルのほか、ロケットランチャーが必要となる。
『CoD:MW3』
ロシア軍・ロシア超国家主義派の装甲車として登場。
『CoD:G』
連邦軍の車両として登場。
『SnowRunner』 「TUZ 420"Tatarin"」という名前で登場。

『メタルギアソリッドV』
「ZHUK BR-3」という名称で登場。
『WarThunder』
大型アップデート「ラ・ロワイヤル（LA ROYALE）」にてBTR-80Aがソ連のランク4の軽戦車として登場。